# أندرو جولد
أندرو جولد (بالإنجليزية: Andrew Gold)‏ هو عازف قيثارة ومنتج أسطوانات ومغن مؤلف ومغني أمريكي، ولد في 2 أغسطس 1951 في بربانك في الولايات المتحدة، وتوفي في 3 يونيو 2011 في لوس أنجلوس في الولايات المتحدة بسبب نوبة قلبية.

## وصلات خارجية
- الموقع الرسمي
- أندرو جولد على موقع IMDb (الإنجليزية)
- أندرو جولد على موقع ميوزك برينز (الإنجليزية)
- أندرو جولد على موقع أول ميوزيك (الإنجليزية)
- أندرو جولد على موقع ديسكوغز (الإنجليزية)
- أندرو جولد على موقع قاعدة بيانات الفيلم (الإنجليزية)